# Azul (Lugo)
Azul fue un periódico editado en Lugo en 1937.

## Historia y características
Subtitulado Semanario de Falange Española de lanas J.O.N.S. de Lugo, apareció el 24 de enero de 1937. Entre sus colaboradores figuraron Alfonso de Vega Araujo, Javier Manso Pedroso, Antonio Arana Salvador, Vázquez García, Miguel Grau, Manuel Talavera, Federico Urrutia, J. Pablo Royo, Luis Moure Mariño y Xosé Filgueira Valverde, que firmaba con el seudónimo Martín Valerio.